# Rita Ribera
Rita Ribera (Brasil, aproximadamente 1837 - data e local de morte, desconhecidos) foi uma brasileira, considerada a primeira mulher a exercer o sufrágio universal na América Latina.

## Biografia
São desconhecidos maiores detalhes sobre a vida e morte de Rita Ribera, a não ser os dados fornecidos aos organizadores do plebiscito no dia da votação. Sua ficha de votação foi preenchida com sua idade, local de residência e sua condição de imigrante brasileira.

## O voto
Rita era uma afro brasileira que residia em Cerro Chato, no Uruguai quando, no dia 3 de julho de 1927, ocorreu um plebiscito para decidir, entre os departamentos de Durazno e Florida, qual teria o direito de jurisdição local. Nesta ocasião, algumas mulheres aproveitaram a oportunidade para fazer valer seus direitos, conforme a Constituição de 1917, que permitia o voto feminino no Uruguai, mas até então nunca praticado Como a brasileira era a mais velha entre estas mulheres, com 90 anos neste dia, foi a sua cédula a primeira a ser depositado na urna. Com este fato, Rita Ribera tornou-se a primeira mulher a votar em toda a América Latina.

## Galeria de imagem

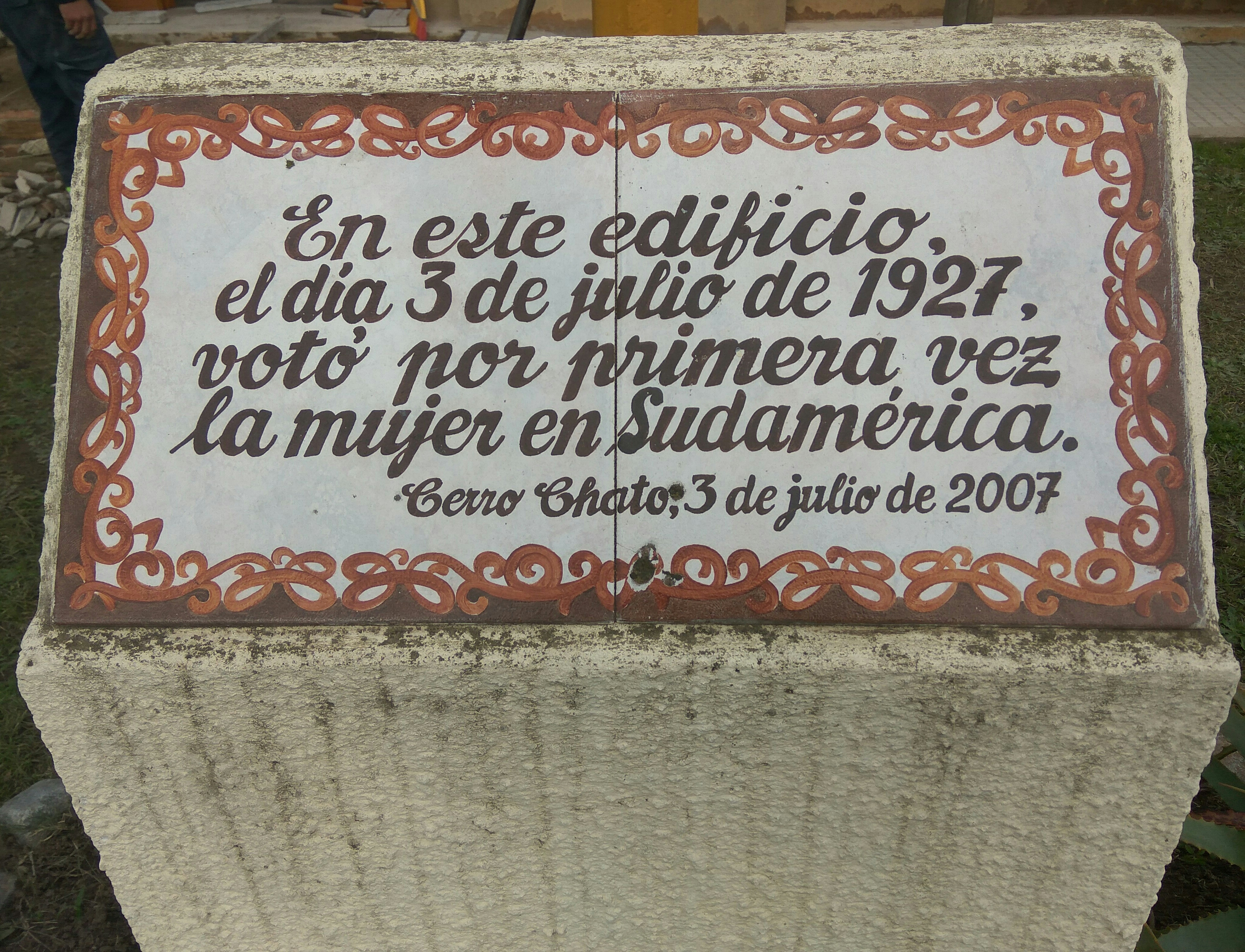
Placa comemorativa de 80 anos do primeiro voto feminino da América Latina
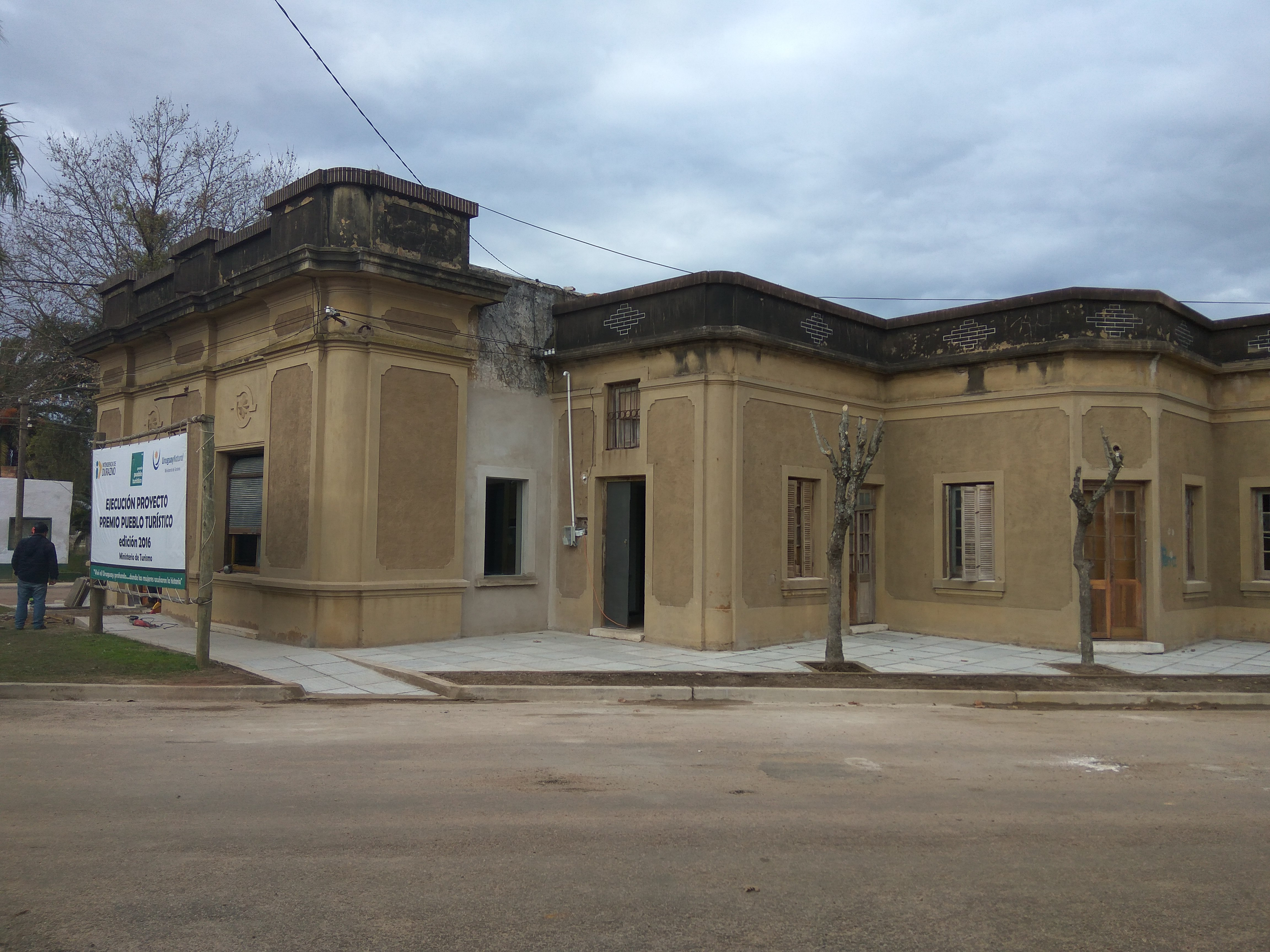
Edifício onde foram realizados, em 3 de julho de 1927, os primeiros votos femininos da Amérca Latina